# Христо Манолов (анархист)
Вижте пояснителната страница за други личности с името Христо Манолов.
Христо Манолов Кацаров е български анархо-комунист и деец за създаването на голяма единофронтовска революционна организация.
След въоръжен сблъсък с полицията той е арестуван, но успява да скочи от прозорец в сградата на Държавна сигурност и да избяга. В дните на полицейския терор, когато хората „изчезват безследно“, след превратите от юни и септември 1923 г. Манолов емигрира в Югославия, за да не „изчезне безследно“ и той. Там се присъединява към голяма група от емигранти, участници във въстанието във Велики Бекерек. През 1926 г. е изпратен от тяхата организация в България, за да помага на другари, принудени да излезат в нелегалност, някои от които са болни, както и да подпомага финансово вестник „Работническа мисъл“, издаван от софийската организация на анархо-комунистите веднаж в седмицата. Участва в нелегална национална конференция в Казанлък, свикана през август, 1927 г., в чиято подготовка взима участие. След това Манолов отново се завръща в Югославия.
След 1927 – 1928 г. заминават да се преместят като емигранти в Западна Европа, заедно с Александър Сапунджиев. Във Франция Манолов сменя два пъти името си: първия път е Добри Баннов, а след това Владо Воденичаров. Христо Манолов е живял в редица френски градове като Париж, Тулуза, Бизе и Кан сюр Мер, където е работил като обущар. В Бизе и Канах, Люксембург бизнесът е поставен на кооперативни начала, като последните две начинания не са лишени от успех. В тяхното производство участват не само анархисти, но и други хора, близки по идеи или техни симпатизанти – българи и сърби. По време на началото на Гражданската война в Испания през 1936 г., предприятието в Беси преустановява своята работа и разпуска членовете си. Кооперацията в Кан, по поръчка на задграничната секция на Федерацията на анархо-комунистите в България създава нелегален канал за прехвърляне на доброволци от България в Испания. През 1937 г. след донос полицията във Франция разкрива фалшиви документи на името на Манолов и го експулсира от страната.
Христо Манолов се завръща в България и се установява да живее в град Дупница. Тук той има голямо влияние сред анархистите, с което влияе на развитието на безвастническото движение. Христо Манолов не е бил нито оратор, нито писател, нито учен. Въпреки това, в дебати със своите съмишленици, той изненадващо винаги намира правилната посока на дейност. При така наречените комунисти „наградата“ за дълголетния стар революционер е изпращането му в концлагер „за превъзпитание“, където работи до последно, като на каторга. Въпреки това той винаги остава непреклонен и умира без да изневери на идеите и движението на безвластниците.
Христо Манолов Кацаров умира на 9 август 1965 г. в град Дупница.